# Dixmont (Maine)
Dixmont ist eine Town im Penobscot County des Bundesstaates Maine in den Vereinigten Staaten. Im Jahr 2020 lebten dort 1211 Einwohner in 549 Haushalten auf einer Fläche von 94,35 km².

## Geografie
Nach dem United States Census Bureau hat Dixmont eine Gesamtfläche von 94,35 km², von der 93,99 km² Land sind und 0,36 km² aus Gewässern bestehen.

### Geografische Lage
Dixmont ist die südwestlichste Town des Penobscot Countys und grenzt im Süden an das Waldo County. Mehrere kleine Bäche fließen in südlicher Richtung durch die Town, in der es auch einige kleinere Seen gibt. Die Oberfläche ist eher eben, der Mount Harris mit 355 m Höhe ist die höchste Erhebung.

### Nachbargemeinden
Alle Entfernungen sind als Luftlinien zwischen den offiziellen Koordinaten der Orte aus der Volkszählung 2010 angegeben.
- Nordosten: Etna, 9,8 km
- Osten: Newburgh, 10,9 km
- Südosten: Monroe, Waldo County, 12,9 km
- Süden: Jackson, Waldo County, 9,1 km
- Westen: Troy, Waldo County, 8,9 km
- Nordwesten: Plymouth, 12,2 km

### Stadtgliederung
In Dixmont gibt es mehrere Siedlungsgebiete: Collegetown, Dixmont, Dixmont Center, Dixmont Mills, East Dixmont, Huise Corners, North Dixmont, North East Dixmont, Rollins Mills und Simpson Corners.

### Klima
Die mittlere Durchschnittstemperatur in Dixmont liegt zwischen −7,8 °C (18 °F) im Januar und 20,6 °C (69 °F) im Juli. Damit ist der Ort gegenüber dem langjährigen Mittel der USA um etwa 9 Grad kühler. Die Schneefälle zwischen Oktober und Mai liegen mit bis zu zweieinhalb Metern mehr als doppelt so hoch wie die mittlere Schneehöhe in den USA; die tägliche Sonnenscheindauer liegt am unteren Rand des Wertespektrums der USA.

## Geschichte
Dixmont wurde am 28. Februar 1807 als Town organisiert. Zuvor war das Gebiet bekannt als Township No. 3, First Range North of Waldo Patent (T3 R1 NWP) oder auch Collegetown bzw. College Township, da das Gebiet dem Bowdoin College als Grant gegeben worden war.
Das Land wurde von Elijah Dix aufgekauft und später nach ihm benannt. Sein Sohn Joseph lebte in Hampden, dort wurde auch dessen Tochter Dorothea Lynde Dix, die spätere Sozialreformerin und Wohltäterin, geboren. Dix verkaufte das Land parzelliert an die späteren Siedler. Die Besiedlung begann im Jahr 1799.

### Einwohnerentwicklung
| Volkszählungsergebnisse – Town of Dixmont, Maine | Volkszählungsergebnisse – Town of Dixmont, Maine | Volkszählungsergebnisse – Town of Dixmont, Maine | Volkszählungsergebnisse – Town of Dixmont, Maine | Volkszählungsergebnisse – Town of Dixmont, Maine | Volkszählungsergebnisse – Town of Dixmont, Maine | Volkszählungsergebnisse – Town of Dixmont, Maine | Volkszählungsergebnisse – Town of Dixmont, Maine | Volkszählungsergebnisse – Town of Dixmont, Maine | Volkszählungsergebnisse – Town of Dixmont, Maine | Volkszählungsergebnisse – Town of Dixmont, Maine |
| Jahr                                             | 1800                                             | 1810                                             | 1820                                             | 1830                                             | 1840                                             | 1850                                             | 1860                                             | 1870                                             | 1880                                             | 1890                                             |
| ------------------------------------------------ | ------------------------------------------------ | ------------------------------------------------ | ------------------------------------------------ | ------------------------------------------------ | ------------------------------------------------ | ------------------------------------------------ | ------------------------------------------------ | ------------------------------------------------ | ------------------------------------------------ | ------------------------------------------------ |
| Einwohner                                        |                                                  | 337                                              | 515                                              | 945                                              | 1498                                             | 1605                                             | 1442                                             | 1309                                             | 1132                                             | 919                                              |
| Jahr                                             | 1900                                             | 1910                                             | 1920                                             | 1930                                             | 1940                                             | 1950                                             | 1960                                             | 1970                                             | 1980                                             | 1990                                             |
| Einwohner                                        | 843                                              | 757                                              | 602                                              | 538                                              | 576                                              | 631                                              | 551                                              | 559                                              | 812                                              | 1007                                             |
| Jahr                                             | 2000                                             | 2010                                             | 2020                                             | 2030                                             | 2040                                             | 2050                                             | 2060                                             | 2070                                             | 2080                                             | 2090                                             |
| Einwohner                                        | 1065                                             | 1181                                             | 1211                                             |                                                  |                                                  |                                                  |                                                  |                                                  |                                                  |                                                  |

## Kultur und Sehenswürdigkeiten

### Bauwerke
In Dixmont wurden mehrere Bauwerke ins National Register of Historic Places aufgenommen.
- Louis I. Bussey School, 1976 unter der Register-Nr. 76000108.[11]
- Dixmont Corner Church, 1983 unter der Register-Nr. 83000468.[12]
- Dixmont Town House, 2014 unter der Register-Nr. 14000361.[13]

## Wirtschaft und Infrastruktur

### Verkehr
Durch Dixmont verläuft in westöstlicher Richtung der U.S. Highway 202. Er wird gekreuzt von den in nordsüdlicher Richtung verlaufenden Maine State Route 7 und Maine State Route 143.

### Öffentliche Einrichtungen
In Dixmont gibt es keine medizinischen Einrichtungen oder Krankenhäuser. Nächstgelegene Einrichtungen für die Bewohner von Dixmont befinden sich in Pittsfield.
Dixmont besitzt keine eigene Bücherei, die nächstgelegene ist die Simpson Memorial Library in Carmel.

### Bildung
Dixmont gehört mit Corinna, Etna, Hartland, Newport, Palmyra, Plymouth und St. Albans zur Regional School Unit 19.
Im Schulbezirk werden folgende Schulen angeboten:
- Corinna Elementary School in Corinna, mit Schulklassen von Pre-Kindergarten bis zum 4. Schuljahr
- Etna-Dixmont School in Etna, mit Schulklassen von Pre-Kindergarten bis zum 8. Schuljahr
- Newport/Plymouth Elementary School in Newport, mit Schulklassen  von Pre-Kindergarten bis zum 6. Schuljahr
- St. Albans Consolidated in St. Albans, mit Schulklassen  von Pre-Kindergarten bis zum 5. Schuljahr
- Somerset Valley Middle School in Hartland, mit Schulklassen vom 5. bis zum 8. Schuljahr
- Sebasticook Middle School in Newport, mit Schulklassen vom 5. bis zum 8. Schuljahr
- Nokomis Regional High in Newport, mit Schulklassen vom 9. bis zum 12. Schuljahr

## Persönlichkeiten

### Söhne und Töchter der Stadt
- F. Marion Simpson (1854–1932), Geschäftsmann und Politiker, State Treasurer von Vermont

### Persönlichkeiten, die vor Ort gewirkt haben
- Samuel Butman (1788–1864), Geschäftsmann und Politiker